# Actinostella bradleyi
Actinostella bradleyi is een zeeanemonensoort uit de familie Actiniidae. De anemoon komt uit het geslacht Actinostella. Actinostella bradleyi werd in 1869 voor het eerst wetenschappelijk beschreven door Verrill. 